# Амсар (Азербайджан)
Амсар (азерб. Amsar) — село в Губинском районе Азербайджана.
С Амсаром были тесно связаны представители рода Бакихановых, являвшихся потомками династий Бакинских и Губинских ханов.

## География
Амсар расположен на берегу реки  Агчай, в 5 км к югу от Губы.

## Этимология
Топоним Амсар имеет арабское происхождение и означает «большое поселение».

## История
В 1803 году в деревне Амсар вместе со своей семьёй обосновался бывший бакинский хан — Мирза Мухаммад-хан II. В то время Амсар входил в состав Кубинского ханства, пока оно в 1806 году не стало частью Российской империи. В 1810 году вместо ханства была образована Кубинская провинция.
В 1824 году главноуправляющий Грузией, генерал от инфантерии А. П. Ермолов «сознавая важность степени Мирза Мухаммад-хана II и преданность его России», предоставил последнему семь деревень в Кубинской провинции:
с особую привилегией не взыскивать с них следующих в казну податей, предоставляя в пользу его как все эти подати, так равно и доходы по правам бекского управления в кубинской провинции.
В ведомости от 10 марта того же года Амсар числится среди этих семи деревень. Мирза Мухаммад-хан II владел этими деревнями до своей смерти в 1837 году. Здесь в Амсаре, в своём загородном доме, проживали Мирза Мухаммад-хан II, его супруга Софие-ханум и их невестка (супруга учёного и писателя Аббас Кули-аги) — Сакина. В 1833 году эта деревня числилась за сыновьями Мирзы Мухаммад-хана II — Аббас Кули-аги и Джафар Кули-аги Бакихановыми. После смерти Аббас Кули-аги Бакиханова, его супруга и одновременно двоюродная сестра Сакина по наследству пользовалась доходами пары деревень, а также частично деревни Амсар.
Деревня Амсар (название на местном языке азерб. ﺍﻣﺼﺎﺭ) относилась к Типскому магалу Кубинского участка одноимённого уезда Дербентской губернии, существовавшей в 1846 — 1860 годах. После упразднения Дербентской губернии, её большая часть вошла в состав новообразованной Дагестанской области, в то время как Кубинский уезд отошёл Бакинской губернии.
В последующем Амсар фигурировал в числе населённых пунктов Кубинского уезда Бакинской губернии. Он относился к Кубинскому уездному полицейскому участку (местоприбывание пристава было в селе Рустов).
В дореволюционной газете Кавказ № 105 от 1872 года сообщалось, как с помощью амсарцев удалось обезвредить опасного преступника Курбана, действовавшего в Кубинском уезде.
На 1 января 1961 года Амсар вместе с пятью сёлами (Амсарказма, Эрмяки, Дигях, Алыч и Мирзакышлак) и посёлком Алычского лесозавода составляли Амсарский сельский совет (сельсовет) Кубинского района Азербайджанской ССР. К 1 января 1977 года Амсарский сельсовет включал 4 населённых пункта (Амсар Эрмяки, Дигях и Алыч), в то время как Мирзакышлак теперь относился к Нюгедивскому-I сельсовету.

## Население

### XIX век
В Амсаре, по ведомости от 10 марта 1824 года, было 49 дворов.
По сведениям «Камерального описания Кубинской провинции», составленном в 1831 году коллежским регистратором Хотяновским, в деревне Амсар находившейся в управлении майора Аббасгулу ага население состояло из суннитов и шиитов, ведших оседлый образ жизни и занимавшихся выращиванием пшеницы. Согласно сведениям «Кавказского календаря» на 1857 год в селении Амсар проживали «татары»-сунниты (азербайджанцы-сунниты) и разговаривали по-«татарски» (по-азербайджански). Что касается братьев Бакихановых (Аббас Кули-аги и Джафар Кули-аги), которые также проживали в Амсаре, то они были мусульманами-шиитами.
По данным списков населённых мест Бакинской губернии от 1870 года, составленных по сведения камерального описания губернии с 1859 по 1864 год, здесь имелось 125 дворов и 758 жителей, состоящих из «татар»-суннитов (азербайджанцев-суннитов). Последующие материалы показывают, что численность населения возросла. Так, по сведениям 1873 года, опубликованным в изданном в 1879 году под редакцией Н. К. Зейдлица «Сборнике сведений о Кавказе», в деревне Амсар было уже 152 двора и 921 житель; тоже «татары»-сунниты (азербайджанцы-сунниты).
Материалы посемейных списков на 1886 год показывают здесь 1,128 жителей (159 дымов) и все «татары»-сунниты (азербайджанцы-сунниты), из которых 1,120 крестьян (158 дыма) и 8 представителей суннитского духовенства. По результатам переписи 1897 года в Амсаре проживало 1,055 человек, из которых 1,054 мусульмане.

### XX век
В одной из статистических ведомостей, приложенной к Обзору Бакинской губернии за 1902 года и показывающей национальный состав коренного населения населённых пунктов Бакинской губернии на 1 января 1903 года, по Амсару указаны 154 дыма и 1,112 жителей, «татар»-суннитов (азербайджанцев-суннитов) по национальности.
Численность и состав населения Амсара приводится и в «Кавказском календаре» на 1904 год. Сведения этого источника опирались на данные статистических комитетов Кавказского края. Согласно календарю, в Амсаре было 1,332 жителей и также в основном «татары» (азербайджанцев).
О сословном, этническом и численном составе Амсара, а также ряде других сведений говорится в Списке населённых мест, относящимся к Бакинской губернии и изданном Бакинским губернским статистическим комитетом в 1911 году. Согласно этим данным численность населения деревни составляло 1,284 человека (158 дымов), «татар» (азербайджанцев) по национальности, из которых 1,259 поселян (156 дымов), 20 представителей духовенства (1 дым), а также 5 представителей дворян и беков (1 дым). По тем же сведениям 4 мужчины имели грамотность на языке местного населения и один мужчина — на русском.
Согласно «Кавказскому календарю» на 1910 год в Амсаре за 1908 год проживало 1,354 человек, преимущественно «татары» (то есть азербайджанцы). Очередной «Кавказский календарь» на 1912 год приводит тот же этнический состав, но численность населения указана в количества 1,345 жителей. Снижение населения фиксирует и «Кавказский календарь» на 1915 год, по данным которого здесь проживало уже 1,137 человек и также в основном «татары» (азербайджанцы). Эти сведения (численность и этнический состав) повторяются в «Кавказском календаре» на 1916 год.
Согласно результатам Азербайджанской сельскохозяйственной переписи 1921 года Амсар Кубинского уезда Азербайджанской ССР населяли 1,227 человек. Преобладающая национальность — азербайджанские тюрки (азербайджанцы), а само население состояло из 657 мужчин (из них 7 грамотных) и 570 женщин (из них 1 грамотная).
В материалах издания «Административное деление АССР», подготовленного в 1933 году Управлением народно-хозяйственным учётом АССР (АзНХУ), по состоянию на 1 января 1933 года в Амсаре проживало 1545 человек (353 хозяйства), из них 827 мужчин и 718 женщин. Национальный состав всего сельсовета, (сёла Амсарказма, Аски-Игрых) центром которого являлся Амсар, на 100 % состоял из тюрок (азербайджанцев).
Кварталы (махалля) села Амсар по сведениям на 1961 год: Ашагы махалля, Дере махалля, Юхары махалля.

Памятник Бакиханову в Губе

По состоянию на 1976 год численность населения Амсара составляла 1,782 человека. Основной отраслью хозяйства являлось выращивание фруктов.

### Известные жители и уроженцы
Жителями и уроженцами Амсара являлись Бакихановы: Аббаскули-ага (1794—1847) — азербайджанский учёный и писатель, полковник. Абдулла-ага (1824—1879) — российский военачальник, генерал-майор (1871). Джафар Кули Ага (1796—1867) — российский военачальник, генерал-лейтенант. Его сыновья — Ахмед-ага — полковник лейб-гвардии Казачьего полка. Гасан-ага — российский военачальник, генерал-майор (1879).
Также уроженцами Амсара являются Аловсат Мамедшах оглу Бахышов — советский  и азербайджанский общественный и политический  деятель, председатель совета ветеранов Азербайджана и Зияддин Халил оглы Азизов — участник Великой Отечественной войны, общественный деятель, глава совета ветеранов.

## Достопримечательности
В Амсаре расположен дом-музей Аббасгулы Ага Бакиханова, основанный в 1999 году. В нём собранны различные исторические материалы, относящиеся к его времени.
В селе расположено место поклонения  — «Диш пири». Предположительно на этом месте располагалась завия шейха-зубного врача. Памятник примерно датируется XV-XVI веками.
Имеется мечеть построенная в 1271 году по хиджре. В советское время использовалась под зерновой амбар а потом была заброшена. По инциативе местных жителей и на личные средства Мансура Мамедова и отделения всемирной молодёжной исламской организации в Азербайджане она была восстановлена.
К западу от деревни находится минеральный источник, называющийся «Амсар». Вода холодная, бесцветная и прозрачная. Местными жителями слегка подогретая вода применяется в лечебных целях.
В 1 км к западу от селения Амсара, на правом берегу реки Агчай, расположены остатки средневекового поселения «Гадимйер» («Древнее место»). Это невысокий холм с площадью поверхности 900 м². Специальная археологическая экспедиция «Свод археологических памятников Азербайджана» (САПА) зафиксировала и обследовала его в 1980 году. Здесь были добыты различные керамические изделия; сам памятник предварительно был датирован XV — XVII веками.
Рядом с Амсаром располагался пионерский лагерь «Гырмызы гəрəнфил» («Красная гвоздика»).

## Народные ремёсла
В прошлом в Амсаре было развито ручное ковроделие.

## Образование
В селе действует средняя школа.